# Аула-Вінтрі
А́ула-Ві́нтрі (ест. Aula-Vintri küla) — село в Естонії, у волості Ляене-Сааре повіту Сааремаа.

## Населення
Чисельність населення на 31 грудня 2011 року становила 19 осіб.

## Географія
Дістатися села можна автошляхом 86 (Курессааре — Вигма — Панґа), повертаючи на північний захід у селі Асте й прямуючи дорогою Каарма — Саувере.

## Історія
До 12 грудня 2014 року село входило до складу волості Каарма.

## Пам'ятки природи
На південній околиці села (58°23′4″ пн. ш. 22°24′9″ сх. д. / 58.38444° пн. ш. 22.40250° сх. д.) лежить заповідна карстова область Аула (Aula karstiala), площа — 4 га.